# Tình yêu còn lại
Tình yêu còn lại là một bộ phim truyền hình được thực hiện bởi Công ty cổ phần Sao Thế Giới do Trần Quang Đại làm đạo diễn. Phim được chuyển thể từ tiểu thuyết Ngày của hôm qua của Hoàng Thu Dung. Phim phát sóng vào lúc 22h30 từ thứ 2 đến thứ 4 hàng tuần bắt đầu từ ngày 28 tháng 1 năm 2008 và kết thúc vào ngày 23 tháng 4 năm 2008 trên kênh HTV9.

## Nội dung
Tình yêu còn lại xoay quanh Lam (Thanh Thúy) – một nữ sinh xinh đẹp ở quê với tính tình lãng mạn và ngây thơ. Vì muốn báo đáp ân nhân cứu mạng mình là bố của Lam, ông Định (Hữu Luân) – một đại gia giàu có ở thành phố đã cưới cô cho con trai là kiến trúc sư Phong (Cao Minh Đạt). Vốn bản tính đa sầu đa cảm, Lam hay mơ mộng một tình yêu đẹp và lãng mạn như trong tiểu thuyết. Lam yêu Phong bằng tình yêu trong sáng, thơ ngây như chính bản chất của mình. Ngược lại, lấy vợ bởi sức ép của cha, Phong vẫn giữ lối sống phóng túng và lao vào cuộc tình với cô vũ nữ tên Quyên (Thân Thúy Hà). Trong mắt Phong, Lam luôn là một cô gái quê mùa, không xứng đáng với chàng công tử sàn điệu như mình. Sống ở nhà chồng, Lam mới nhận ra cuộc sống phức tạp và sa đoạ không như cô từng nghĩ...

## Diễn viên
- Thanh Thúy trong vai Lam[6]
- Cao Minh Đạt trong vai Phong[6]
- Thân Thúy Hà trong vai Quyên[6]
- Ốc Thanh Vân trong vai Trân[6]
- Hữu Luân trong vai Ông Định
- Hải Lý trong vai Bà Định
- Mỹ Dung trong vai Nhã
- Mạnh Hùng trong vai Minh
- Thành Đạt trong vai Quân
- Lê Phương trong vai Mỹ
- Thanh Sâm trong vai Mẹ Lam
- Đình Hiếu trong vai Khánh
- Quang Khải trong vai Ông Phương
- Diễm My trong vai Mẹ Quân

Cùng một số diễn viên khác....

## Nhạc phim
- Tình yêu còn lại

Sáng tác & Thể hiện : Bảo Phúc
- Đen hơn bóng tối

Sáng tác: Bảo Phúc - Tuấn Bảo 
Thể hiện: Trà My

## Sản xuất
Kịch bản phim dài 38 tập, được nhà văn Hoàng Thu Dung chuyển thể từ tiểu thuyết Ngày của hôm qua của bà. Ban đầu bộ phim được đặt tên theo nguyên tác gốc, tuy nhiên Quang Đại, đạo diễn cầm trịch bộ phim, sau đó đã đổi tên phim thành Tình yêu còn lại vì cho rằng "chuyện quá khứ không quan trọng, điều còn lại mới là đáng quý ". Ca khúc chủ đề của phim là bài hát "Tình yêu còn lại" do Bảo Phúc sáng tác và thể hiện.

## Đón nhận
Tại thời điểm phát sóng, bộ phim đã nhanh chóng "ghi dấu ấn" với khán giả, được cho là vì sở hữu một cốt truyện hấp dẫn và dàn diễn viên chính tài năng. Tình yêu còn lại cũng được ghi nhận khi có được lượng theo dõi từ khán giả truyền hình một cách "tò mò thích thú [...] bởi họ được xem một câu chuyện rất "đời"". Dù vậy, phim vẫn bị chỉ ra nhiều lỗi thiếu sót trong nội dung như các tình huống sắp đặt đôi chỗ còn khiên cưỡng, những hạt sạn trong tình tiết, v.v..

## Giải thưởng
| Năm  | Giải thưởng   | Hạng mục                                | (Người) đề cử  | Kết quả   | Tham khảo |
| ---- | ------------- | --------------------------------------- | -------------- | --------- | --------- |
| 2008 | Giải Mai Vàng | Nữ diễn viên truyền hình                | Thanh Thúy     | Đề cử     | [ 7 ]     |
| 2008 | Giải Mai Vàng | Đạo diễn phim truyền hình               | Trần Quang Đại | Đề cử     | [ 7 ]     |
| 2008 | Giải Mai Vàng | Nam diễn viên truyền hình               | Cao Minh Đạt   | Đề cử     | [ 7 ]     |
| 2009 | HTV Awards    | Nam diễn viên chính được yêu thích nhất | Cao Minh Đạt   | Đề cử     | [ 8 ]     |
| 2009 | HTV Awards    | Nữ diễn viên chính được yêu thích nhất  | Thanh Thúy     | Đoạt giải | [ 9 ]     |